# Nomada opaca
Nomada opaca ist eine Biene aus der Familie der Apidae.

## Merkmale
Die Bienen haben eine Körperlänge von 7 bis 9 Millimetern. Der Kopf und Thorax der Weibchen ist schwarz und ist stark rot gezeichnet. Die Tergite sind rot, häufig teilweise auch dunkelbraun und gelb gefleckt. Die Mandibeln haben am Ende ein zusätzliches Zähnchen. Das Labrum ist rot und hat mittig ein kleines Zähnchen. Das dritte Fühlerglied ist deutlich kürzer als das vierte. Das Schildchen (Scutellum) ist stark gehöckert und hat zwei rote Flecken. Die Schienen (Tibien) der Hinterbeine sind am Ende stumpf und haben zwei oder drei dicke, lange Dornen. Die Männchen sind den Weibchen ähnlich, ihr Gesicht ist jedoch gelb gezeichnet. Die Hinterschienen haben zwei bis drei Dornen, die in der Behaarung schlecht erkennbar sind.

## Vorkommen und Lebensweise
Die Art ist in Norditalien, Frankreich, Mitteleuropa und Schweden verbreitet. Die Tiere fliegen von Anfang Mai bis Anfang Juni. Sie parasitieren Andrena fulvida.

## Belege
Felix Amiet, M. Herrmann, A. Müller, R. Neumeyer: Fauna Helvetica 20: Apidae 5. Centre Suisse de Cartographie de la Faune, 2007, ISBN 978-2-88414-032-4.